# 新田分知
新田分知（しんでんぶんち）は、江戸時代における武家の分家形態の一つである。分家の創設の際に、主君から与えられた領地ではなく入封後新規に開発した領地（新田）を分知する方式である。これにより、本家の表高を減少させずに分家を創設する事が出来る。大名および旗本の分家の際に多く認められる。大名家の新田分知において分家も1万石以上の石高がある場合、分家のことを○○新田藩と称することがある。以下においては、大名家の事例を中心に記述するが、特に注釈しない場合は旗本の場合も同様である。
新田分知の形態には、
1. 具体的な領地を指定して分与する（松江藩松平氏の分家など）
2. 領地を指定して分与するが、そこからの収入は本家から蔵米で支給する（久保田藩佐竹氏の分家など）
3. 分与する領地を指定せず、収入のみを本家から支給する（広島藩浅野氏の分家など）

といったものがある。
いずれの事例においても分家の領地は新田高として本来の領地である本田高と区別され、分家が本家を相続するなどして改易され分知領が本家に返されても本家の表高は変化しない。ただし、転封の多い譜代大名や旗本の場合は、特に手続きもなく分家の領地が本田高として扱われるようになることがある。例えば、磐城平藩7万石の内藤氏は1.の形式の新田分知により1万石を分与し湯長谷藩を創設したが、延岡転封時に与えられた7万石の領地には湯長谷藩の分が含まれていなかった。湯長谷藩の領地は磐城平藩の新田であるので、本家が転封されても分家の領地は本家の領地内に設定されなければならない。しかし実際には、湯長谷藩の領地は延岡藩とは独立に本田とされている。
新田分知を受けた者であっても幕府からは通常の大名旗本と同様に扱われるが、その領地の治政は多くの場合本家に依存して独自の治績が残ることは希である。一方で、七戸藩や富田藩のように宗藩の藩主の後見を勤めた者もいる。
新田藩のうち幕末まで存続した藩は維新時に独自の陣屋を設けたり本藩に吸収されたりしたため、維新後には新田藩と称される藩は存在しない。

## 新田藩の例
- 陸奥国 白河新田藩 - 松平氏 - 前後して2藩が立藩
- 出羽国 久保田新田藩 - 佐竹氏 - 前後して2藩が立藩
- 出羽国 米沢新田藩 - 上杉氏
- 加賀国 大聖寺新田藩 - 前田氏
- 甲斐国 甲府新田藩 - 柳沢氏 - 前後して2藩が立藩
- 上総国 大多喜新田藩 - 阿部氏
- 美濃国 大垣新田藩 - 戸田氏
- 近江国 彦根新田藩 - 井伊氏
- 大和国 郡山新田藩 - 本多氏 - 前後して3藩が立藩
- 播磨国 姫路新田藩 - 松平氏/酒井氏/本多氏 - 前後して3藩が立藩
- 因幡国 鳥取東舘新田藩 - 池田氏
- 因幡国 鳥取西館新田藩 - 池田氏
- 出雲国 松江新田藩 - 越前松平氏
- 美作国 津山新田藩 - 森氏 - 前後して2藩が立藩
- 備前国 岡山新田藩 - 池田氏 - 前後して3藩が立藩
- 安芸国 広島新田藩 - 浅野氏
- 長府新田藩（長門新田藩）  - 毛利氏
- 阿波富田藩 - 蜂須賀氏
- 伊予国 松山新田藩 - 久松松平氏
- 土佐新田藩 - 山内氏
- 豊前国 小倉新田藩 - 小笠原氏
- 肥前国 平戸新田藩 - 松浦氏
- 肥後国 熊本新田藩（肥後新田藩） - 細川氏